# Beomeo-dong
Beomeo-dong (koreanska: 범어동) är en stadsdel i staden Daegu i den sydöstra delen av Sydkorea, 240 km sydost om huvudstaden Seoul. Den ligger i stadsdistriktet Suseong-gu.

## Indelning
Administrativt är Beomeo-dong indelat i:
| Namn    | Namn               | Yta km² | Invånare 31 dec 2020 |
| ------- | ------------------ | ------- | -------------------- |
| 범어1동 | Beomeo 1(il)-dong  | 1,08    | 16 430               |
| 범어2동 | Beomeo 2(i)-dong   | 1,13    | 16 190               |
| 범어3동 | Beomeo 3(sam)-dong | 0,58    | 16 515               |
| 범어4동 | Beomeo 4(sa)-dong  | 1,08    | 19 037               |